# 瑞典駐越南大使館
瑞典駐越南大使館（瑞典語：Sveriges ambassad i Hanoi；越南语：／*/?）是瑞典王國對越南社會主義共和國設置的外交代表機構，館址位於河內市巴亭郡竹山街2號（Số 2 Núi Trúc Quận Ba Đình）。瑞典駐越大使館是最早於越南前身國家——越南民主共和國（北越）設立的西方大使館之一，自1970年開始運作，1980年後則遷入第二代新館辦公，並以瑞越兩國間的雙邊關係為職責。

## 歷史
瑞典在冷戰時期曾與越南共和國（南越）建交，但由曼谷的瑞典駐泰國大使館兼當駐南越代表處。1967年4月17日時，瑞典政府宣布裁減對越代表團的規模，取消了駐泰大使館兼轄涉越事務的機能，改由其設於南越首都西貢（今胡志明市）的名譽領事館以维持瑞典与南越的双边关系。1969年1月10日，瑞典首相塔格·埃蘭德正式宣告承認北越，翌日兩國締結邦交，瑞典遂成為最早承認河內政府的西方國家。
瑞越建交之初曾暫時以北京的瑞典駐華大使館作為對越聯絡機構。1970年6月，河內的新瑞典大使館正式開館，最早的辦事處址設於北越政府用以接待外國元首、閣揆及使節的大都會飯店105室。1975年春，瑞典替佔地9,500平方公尺的大使館現址用地簽了60年份的租約，但由於河內市區的地質由紅河沖積而成，因此該塊地皮需先行實施排水作業及加固工程，才於1977年開始在其上興建館舍，由建築師貝蒂爾·福爾克操刀設計，於1980年落成啟用。
2010年12月23日，瑞典駐越南使館在瑞典國會決定把資助政府辦公處所的費用削減3億克朗之後，宣布其將與駐阿根廷使館、駐比利時使館、駐馬來西亞使館和駐安哥拉使館一起從2011年開始停止運作，而瑞方於閉館後仍透過駐泰大使館等渠道負責對越外交，並與河內和胡志明市的兩處瑞典駐越名譽領事機構合作。同年9月6日，瑞典隨著該國最大在野黨——社會民主黨與執政當局就政府辦公處所預算一事達成協議，而重新開放駐越大使館等遭到關閉的駐外機構。

## 組織與執掌
瑞典駐越南大使館的任務是瑞越關係的強化及協助雙邊政府、企業、組織合作，同時也替瑞典在越僑民、遊客及越南赴瑞人士提供領事或移民服務。館內下轄部門包括行政領事處、政治貿易處和商務處（瑞典貿易投資委員會駐越機構）等科組，大使以下的館員則有副館長、秘書官及數位越南籍雇員，分管媒體通信、文化、旅遊、金融等領域的館務。位於胡志明市第二郡草田坊阮文享街186號（186 Nguyễn Văn Hưởng）的名譽總領事館則負責受理、申辦越南南部諸省的特定領事業務。